# Дванадцятипала кишка

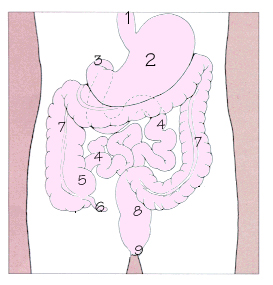
Схема будови шлунково-кишкового тракту людини:
1 — Стравохід, 2 — Шлунок, 3 — Дванадцятипала кишка, 4 — Тонка кишка, 5 — Сліпа кишка, 6 — Апендикс, 7 — Товста кишка, 8 — Пряма кишка, 9 — Анус

Дванадцятипа́ла ки́шка (лат. duodénum) — початковий відділ тонкої кишки. У людини вона розташована одразу після воротаря шлунка.

## Назва
Характерна назва пов'язана з тим, що її довжина становить приблизно дванадцять поперечників пальця руки. Латинська назва є скороченням intestīnum duodēnum digitōrum («кишка дванадцяти пальців»), де duodēnum являє собою форму родового відмінка множини розділювального числівника duodēnī («по дванадцяти»). Можливо, це калька грецької назви δωδεκαδάκτυλον («дванадцять пальців завдовжки»), яку вживав ще Герофіл (335—280 до н. е.).

## Опис
Дванадцятипала кишка тісно анатомічно і функціонально пов'язана з підшлунковою залозою і жовчовидільною системою. Саме у неї відкриваються загальна жовчна протока і головна (Вірсунгова) протока підшлункової залози (у більшості, але не у всіх людей вона впадає в загальну жовчну протоку, в деяких йде окремо).
Дванадцятипала кишка має особливу гістологічну будову слизової оболонки, що робить її епітелій стійкішим до агресивності як шлункової кислоти і пепсину, так і концентрованої жовчі та панкреатичних ферментів, ніж епітелій дистальніших відділів тонкої кишки. Будова епітелію дванадцятипалої кишки відрізняється також і від будови епітелію шлунка.
Одна з основних функцій дванадцятипалої кишки полягає в приведенні pH кишкового соку, який поступає з шлунка, з кислотного до лужного, щоб вона не подразнювала дистальніші відділи тонкої кишки і була придатна для здійснення кишкового травлення. Саме у дванадцятипалій кишці і починається процес кишкового травлення.
Інша найважливіша функція дванадцятипалої кишки полягає в ініціації і регулюванні секреції панкреатичних ферментів і жовчі залежно від кислотності і хімічного складу кишкового соку, який поступає в неї.
Третя найважливіша функція дванадцятипалої кишки полягає в підтримці зворотного зв'язку з шлунком — здійсненні рефлекторного відкриття і закривання воротаря шлунка залежно від кислотності і хімізму харчової кишки, що поступає до неї, а також регулюванні кислотності і пептичної активності шлункового соку через секрецію гуморальних факторів, які впливають на секреторну функцію шлунка.